# Терлано (Болцано)
Терлано (итал. Terlano) је насеље у Италији у округу Болцано, региону Трентино-Јужни Тирол.
Према процени из 2011. у насељу је живело 1823 становника. Насеље се налази на надморској висини од 252 м.

## Становништво
Према резултатима пописа становништва 2011. у општини је живело 4.139 становника.
| 1931. | 1936. | 1951. | 1961. | 1971. | 1981. | 1991. | 2001. | 2011. |
| ----- | ----- | ----- | ----- | ----- | ----- | ----- | ----- | ----- |
| 2.244 | 2.341 | 2.661 | 2.716 | 2.882 | 3.012 | 3.117 | 18    | 4.139 |